# Повітряні сили Казахстану
Сили повітряної оборони Республіки Казахстан (СПО РК) (каз. Әуе қорғаниси күштері) — один з видів збройних сил Республіки Казахстан. Сформовані 1 червня 1998 року. До їхніх основних завдань входить забезпечення захисту повітряних рубежів, протиповітряна оборона державних, адміністративних і військових об'єктів виконання бойових завдань з авіаційної підтримки інших видів і родів збройних сил країни.

## Структура
ВПС Казахстану є одними з найкращих за рівнем підготовки серед країн СНД. Середній час проведений льотчиками ВПС РК в повітрі перевищує 100 годин, а на 604-й і в 600-й авіабазах середній наліт на одного льотчика становить близько 150 годин, це хороший показник в СНД і зіставний з нальотом авіації країн-членів НАТО, навіть якщо не вважати, що умови і якість годин трохи розрізняються.

### Війська протиповітряної оборони
Зенітні ракетні війська (ЗРВ) призначені для здійснення зенітної ракетної оборони
та прикриття об'єктів державного та військового-управління.

### Радіотехнічні війська (РТВ)
Радіотехнічні війська (РТВ) призначені для ведення радіолокаційної розвідки повітряного противника, видачі інформації попередження про початок його нападу, бойової інформації зенітно-ракетним військам і авіації СПО, контролю за дотриманням порядку використання повітряного простору Республіки Казахстан.

## Пункти базування

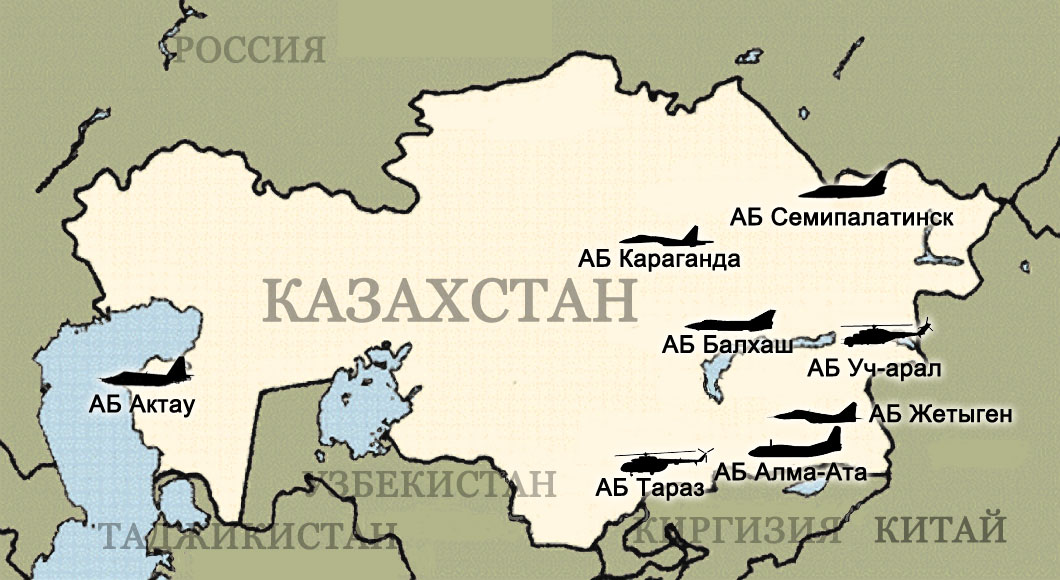
Військово-повітряні бази Казахстану

Відомості про ВПС Казахстану зібрані у відкритих джерелах і можуть містити неточності.
ВПС Республіки Казахстан є другими за чисельністю на пострадянському просторі після ВПС Росії.
- 602-га авіабаза (Шимкент)
- 604-та авіабаза (Талдикорган)
- 605-та авіабаза (Актау)
- 607-ма авіабаза (Ушарал)
- 609-та авіабаза (Балхаш)
- 610-та авіабаза (Караганда)
- 612-та авіабаза (Тараз)
- 620-й авіаполк (Астана) - для перевезення високопоставлених осіб
- 218-ма транспортна авіаескадрилья (Алмати) - для перевезення високопоставлених осіб

Навчальні літаки МіГ-29 і L-39 військового інституту Сил повітряної оборони Республіки Казахстан імені двічі героя Т. Я. Бегельдінова базуються в аеропорту Актобе і на навчальному ґрунтовому аеродромі Хлібодарівка в Мартуцькому районі Актюбінської області (airport_region: KZ 50°32′35″ пн. ш. 56°51′23″ сх. д. / 50.54306° пн. ш. 56.85639° сх. д. 60 км на північний захід від Актобе, поблизу залізничного роз'їзду № 37). Інститут створено в 1996 році на основі колишнього  Актюбінського вищого льотного училища цивільної авіації (АВЛУГА).
В аеропортуАктобе також базується 10 літаків Як-42, гелікоптери Мі-17.

## Техніка та озброєння
На момент розпаду СРСР в ВПС Казахстану залишалися стратегічні озброєння - 13 літаків  Ту-95МС-16, 27 літаків  Ту-95МС-6  і 370 крилатих ракет з ядерними боєголовками до них .
В 1992 році Казахстан відмовився від ядерної зброї і було прийнято рішення вивести стратегічні озброєння в Росію. В лютому 1994 року всі ракети з ядерними боєголовками і бомбардувальники  Ту-95МС були передислоковані в Росію .
23 березня 1995 року Міжнародною експертною комісією в ангарі аеродрому Чаган були виявлені 7 розкомплектованих і не підлягаючих ремонту літаків Ту-95 . Голова інспекційної групи Джеймс Фаулер (англ. James M. Fowler) відзначив знаходження цих літаків на території Казахстану як порушення . Пізніше всі 7 бомбардувальників були демонтовані.
Таким чином, 33 бомбардувальника були переправлені до Росії, а 7 знищено.
У 2007 році був укладений контракт з Білоруссю на модернізацію винищувачів Су-27 і Су-27УБ до версії Су-27М2 і Су-27УБМ2. Машини, що вже пройшли модернізацію, увійшли до складу ескадрильї «Барси Жетису» 604-ї авіабази в Талдикоргані.
Казахстан придбав у РФ 24 винищувачі Су-30СМ протягом 2014-2022 років.
27 жовтня 2023 року стало відомо що у Казахстані виставили на торги 117 радянських винищувачів та бомбардувальників: надзвукові винищувачі-перехоплювачі МіГ-31, винищувачі-бомбардувальники МіГ-27, винищувачі МіГ-29 та фронтові бомбардувальники Су-24, випущені у 1970-х та 1980-х. Вказується, що ці військові літаки знаходяться в непридатному до експлуатації стані, внаслідок морального старіння, модернізація їх економічно недоцільна. З урахуванням технічного стану їх використання в інших цілях, у тому числі як джерело запасних частин, також неможливо. Тому за вимогами торгів, реалізація старої авіатехніки проводиться за умови її утилізації на території військових частин Сил повітряної оборони ЗС Казахстану..
| Тип                             | Зображення    | Виробництво                  | Призначення                                 | Кількість     | Примітки |
| Бойові літаки                   | Бойові літаки | Бойові літаки                | Бойові літаки                               | Бойові літаки | Бойові літаки |
| ------------------------------- | ------------- | ---------------------------- | ------------------------------------------- | ------------- | --- |
| Су-30СМ                         |               | Росія                        | багатоцільовий винищувач                    | 24            | Казахстан придбав у РФ 24 винищувачі Су-30СМ протягом 2014-2022 років |
| Су-27 Су-27М2 Су-27УБ Су-27УБМ2 |               | СРСР/ Росія                  | багатоцільовий винищувач, навчально-бойовий | 23            | 18 Су-27 модернізовані з 2007 по 2010 роки, у ВАТ «558-й Авіаційний ремонтний завод» (Барановичі, Білорусь), модифікацію Су-27М2. 2 Су-27УБ модернізовані з 2007 року по 2010 роки, у ВАТ «558-й Авіаційний ремонтний завод» (Барановичі, Білорусь), модифікацію Су-27УБМ2. |
| МіГ-29 МіГ-29УБ                 |               | СРСР/ Росія                  | багатоцільовий винищувач навчально-бойовий  | 12 2          | |
| МіГ-31 МіГ-31БМ                 |               | СРСР                         | перехоплювач                                | 24            | |
| Су-25 Су-25УБ                   |               | СРСР                         | штурмовик                                   | 12 2          | Проходять модернізацію, ВАТ «558-й Авіаційний ремонтний завод» (Барановичі, Білорусь), в модифікації Су-25СМ/Су-25УБМ. |
| L-39C «Альбатрос»               |               | Чехословаччина               | навчально-бойовий                           | 17            | |
| Транспортні літаки              |               |                              |                                             |               | |
| Ан-12                           |               | СРСР                         | військово-транспортний літак                | 1             | У 2011 році модернізовано в ВАТ "Авіаційний ремонтний завод 325" (Таганрог, Росія) |
| Ан-26                           |               | СРСР                         | військово-транспортний літак                | 4             | |
| Ан-72                           |               | СРСР                         | військово-транспортний літак                | 2             | |
| Ту-154M                         |               | СРСР                         | адміністративний                            | 1             | |
| Ту-134A-3                       |               | СРСР                         | адміністративний                            | 2             | |
| CASA C-295                      |               | Іспанія                      | військово-транспортний літак                | 8             | |
| Гелікоптери                     |               |                              |                                             |               | |
| Мі-17В-5 Мі-8                   |               | Росія СРСР                   | багатоцільовий гелікоптер                   | 20            | |
| Мі-35М                          |               | Росія                        | транспортно-бойовий гелікоптер              | 8             | У 2017 році надійшла ланка вертольотів (бортові номери 01, 02, 03 та 04). |
| Bell UH-1 Iroquois              |               | США                          | багатоцільовий гелікоптер                   | 6             | |
| Eurocopter EC145                |               | Європейський Союз/ Казахстан | транспортний гелікоптер                     | 12            | Збираються у Казахстані |

## Перспективи СПО Казахстану
Для оновлення парку транспортної авіації в кінці лютого 2012 року був укладений контракт про купівлю двох легких турбогвинтових транспортних літаків CASA C-295, які були поставлені на початку 2013 року і брали участь у Військовому параді 7 травня 2013 року на полігоні в населеному пункті Отар..
Війська ППО Казахстану в 2008-2010 роках були доповнені десятьма дивізіонами ЗРК С-300 ПМУ-2, усього в військах близько 20 дивізіонів С-300, і близько 30-и дивізіонів С-125 і С-200. Враховуючи це, Казахстан з 2015 року має намір закупити близько 30-50 дивізіонів ЗРК С-400 «Тріумф», для сухопутних військ ЗРК Тор-М2Е близько 100-120 одиниць, ЗРПК Панцир С-1 понад 100 одиниць, також можливе придбання ЗРК С-300В близько 40-60ПУ..

## Розпізнавальні знаки
Основою розпізнавального знака ВПС Казахстану є червона зірка (схожа на розпізнавальні знаки ВПС СРСР) з жовтою окантовкою, в середині - стилізоване сонце, на передньому плані зображення орла.
Розпізнавальний знак є єдиним для ЗС Казахстану.

Розпізнавальний знак ВПС Казахстану

## Галерея

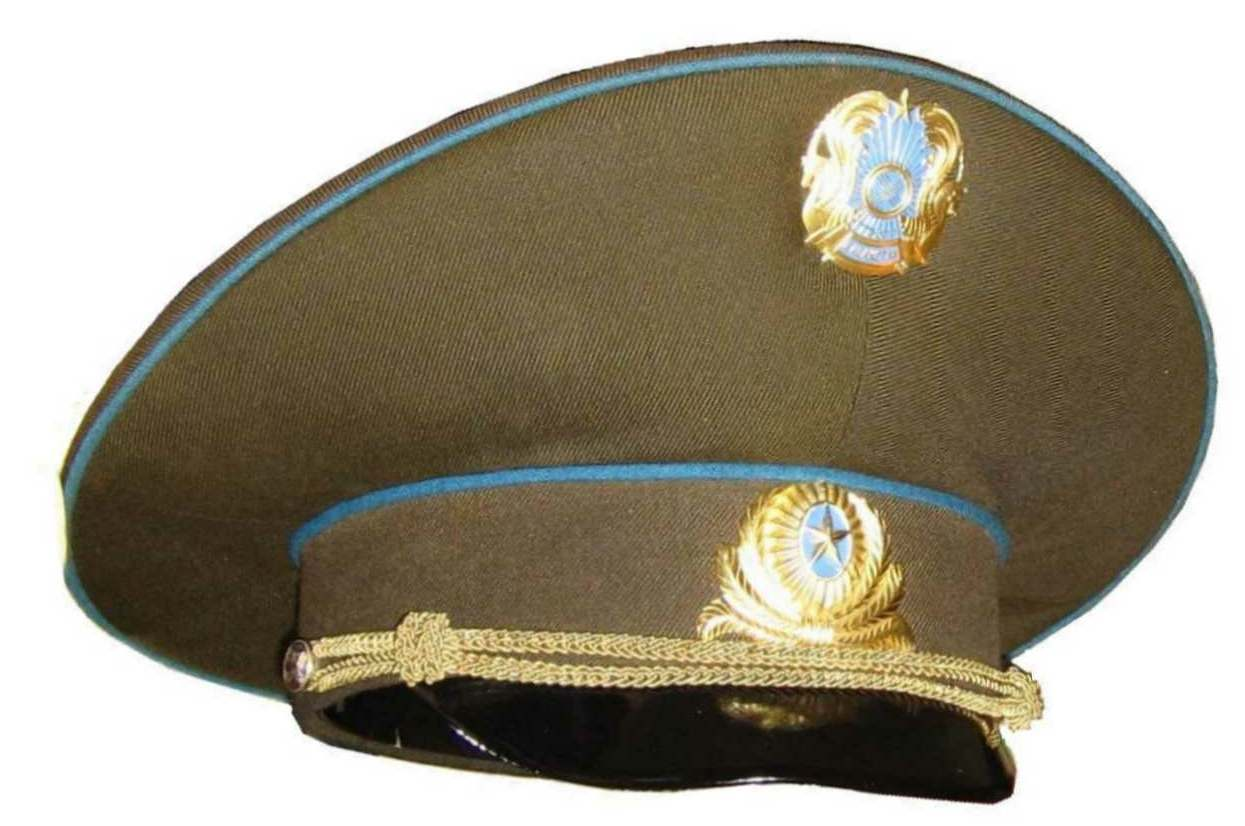
Кашкет офіцера ВПС Республіки Казахстан
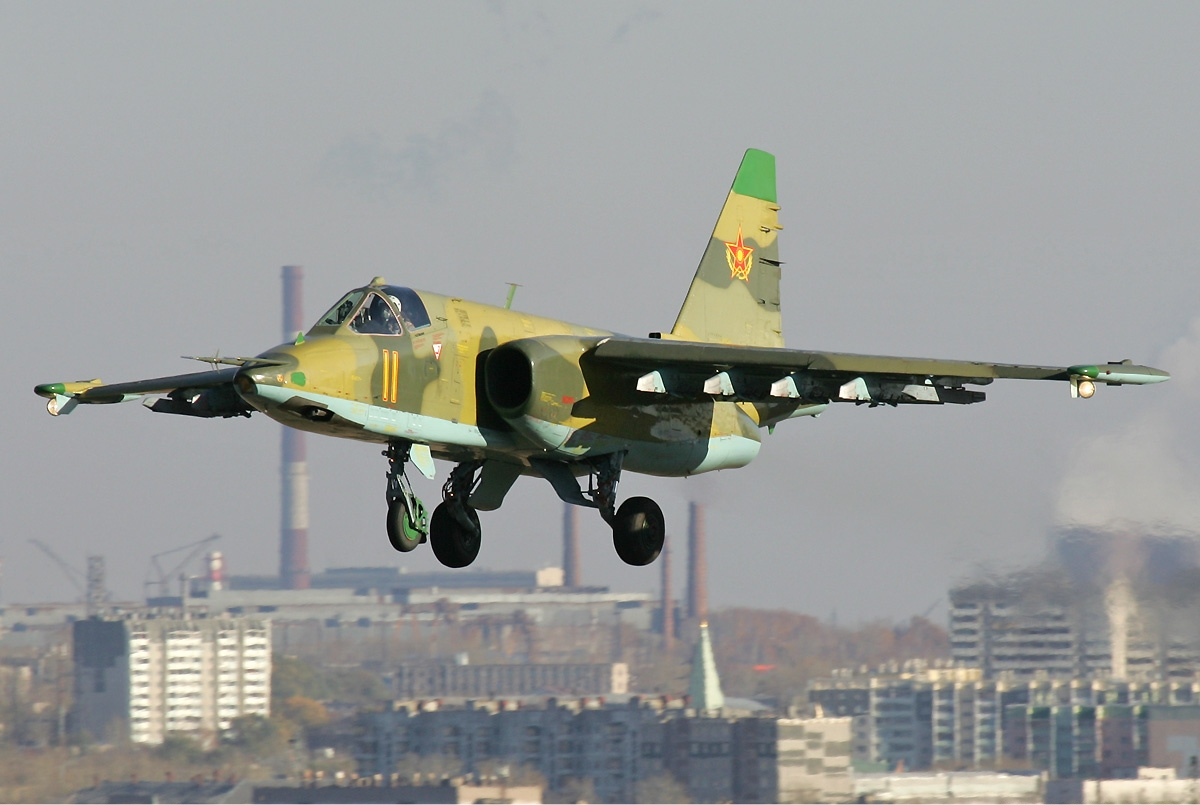
СУ-25
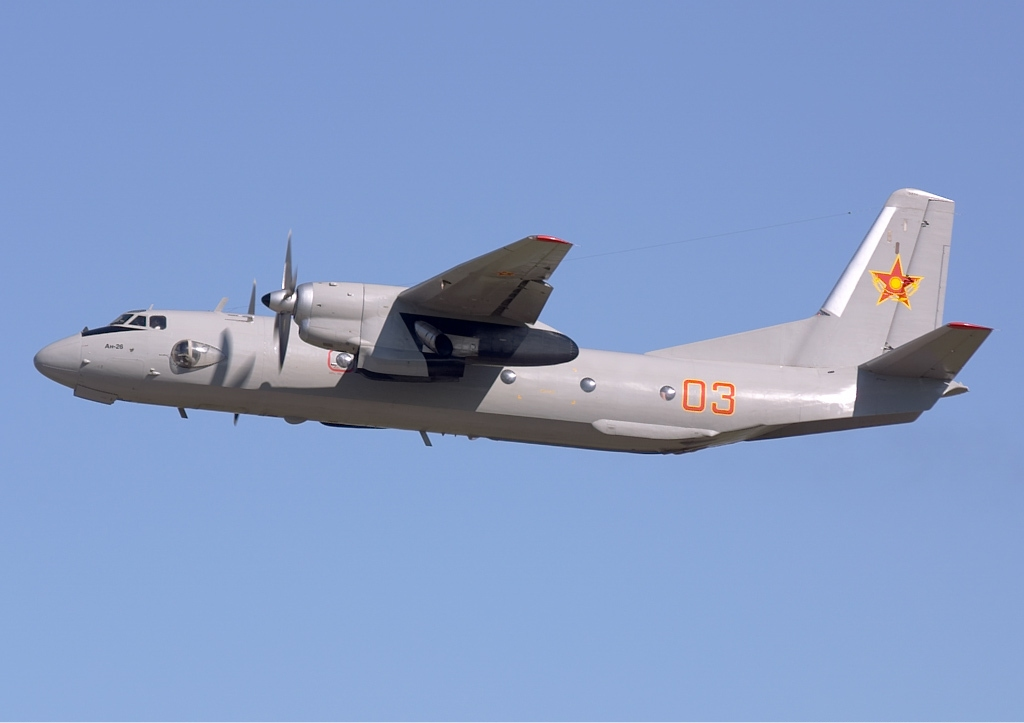
Ан-26
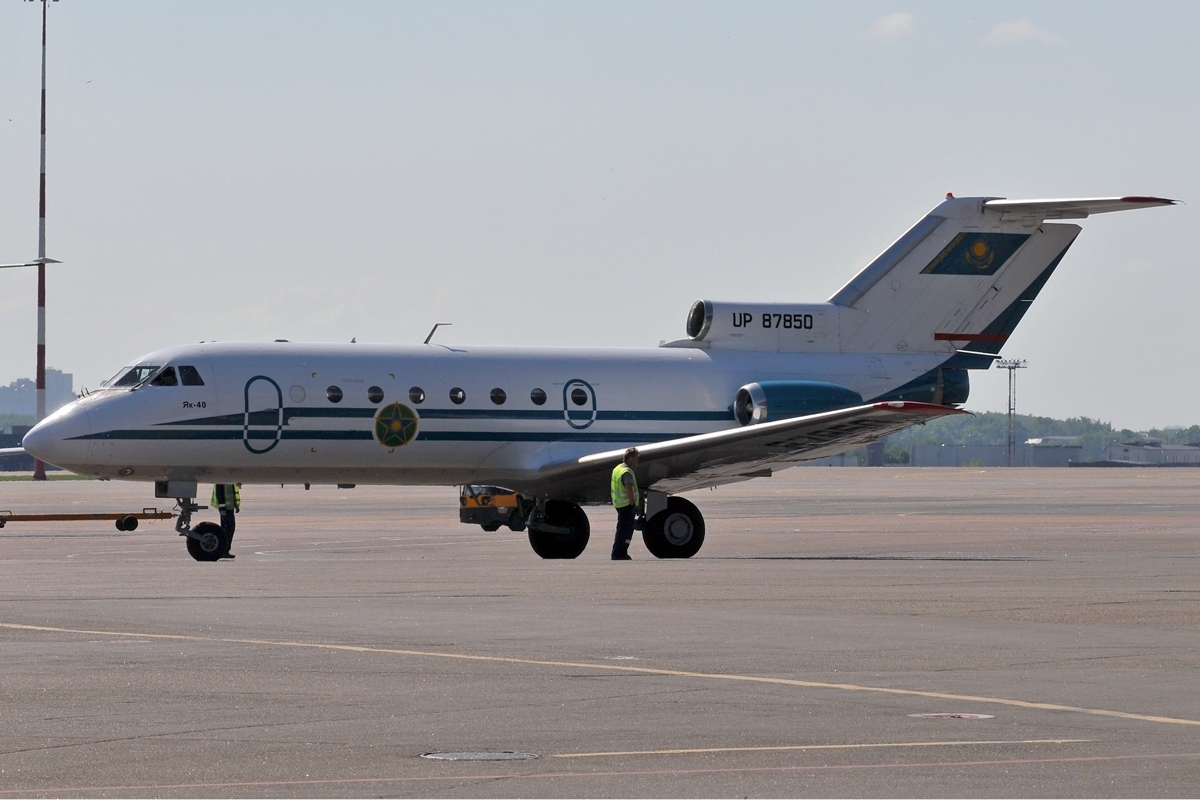
Як-40
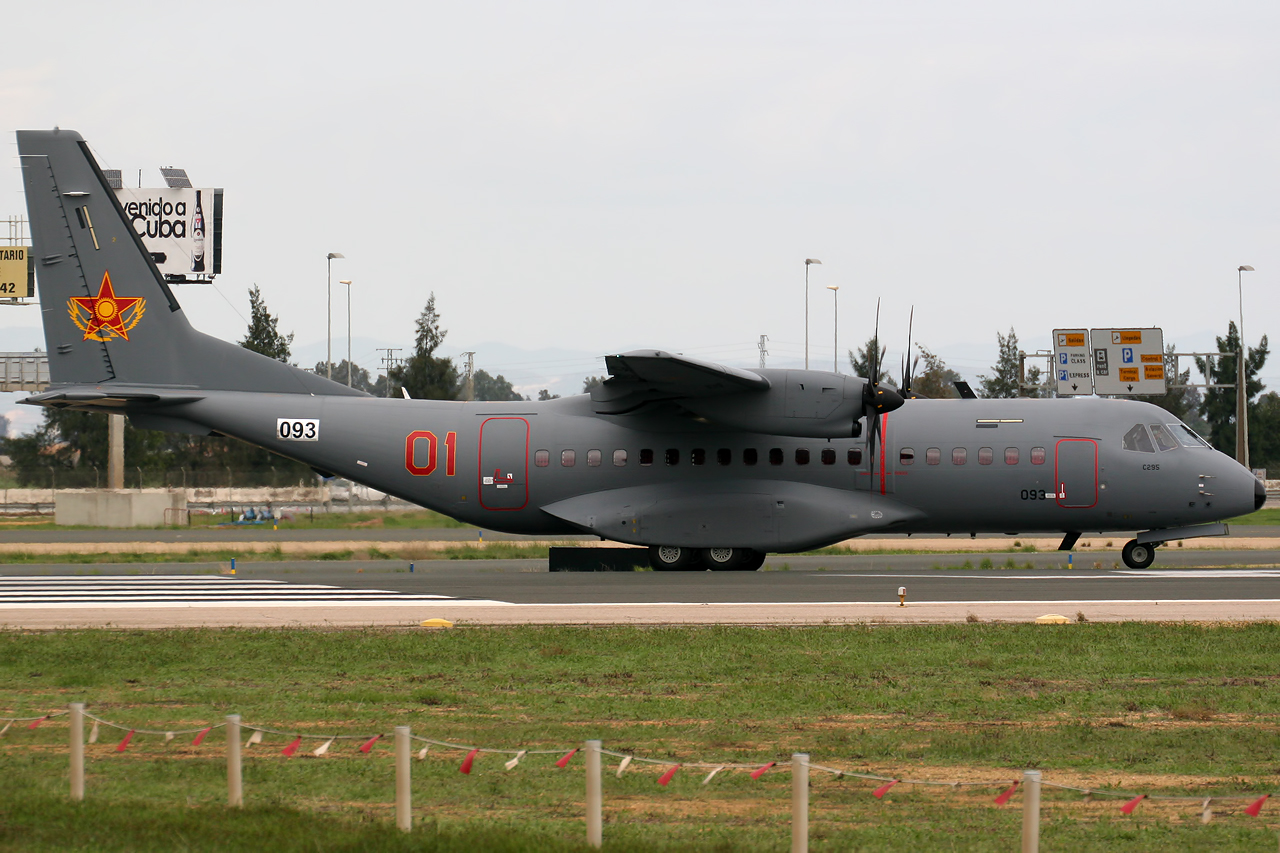
CASA C-295
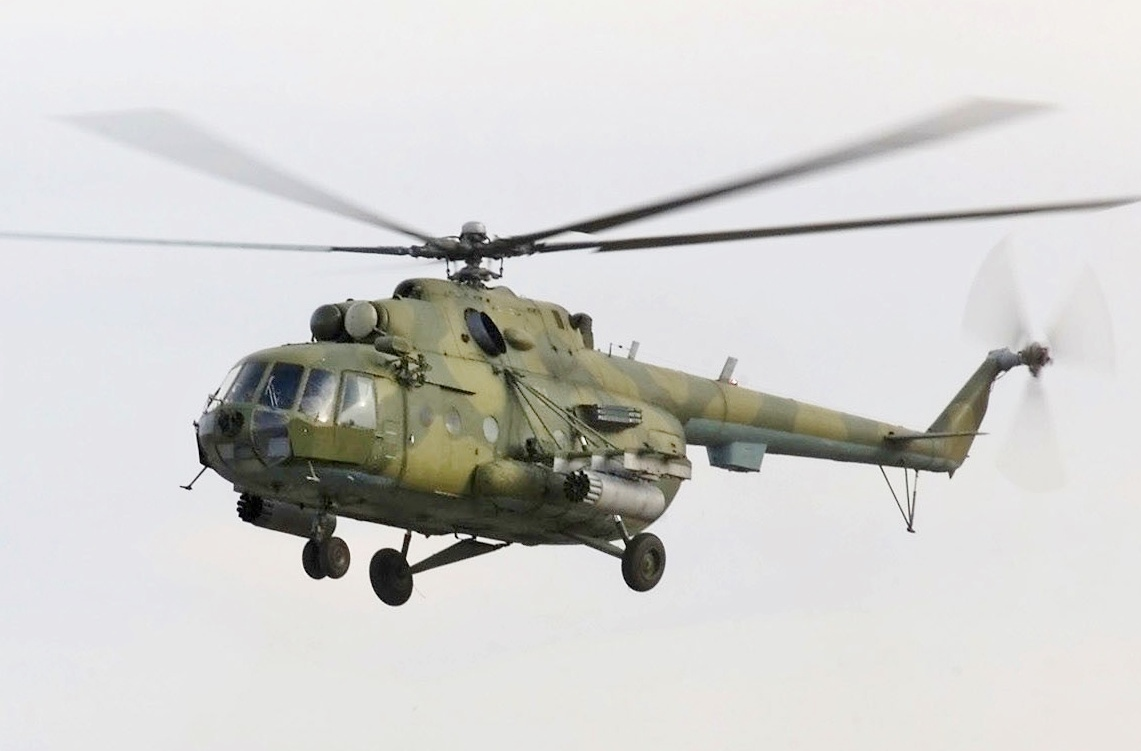
Мі-8МТ